# ۵۵۵ (خورشیدی)
۵۵۵ پانصد و پنجاه و پنجمین سال هجری خورشیدی است.